# Sergej Krikaljov
Sergej Konstantinovitj Krikaljov (født 27. august 1958 i Leningrad, Sovjetunionen) er en sovjetisk/russisk kosmonaut, der blev udtaget til det sovjetiske rumprogram i 1985.

## Kosmonauten
Krikaljov har været med i en meget omtumlet og omtalt hændelse under en af sine rumfærder. Det var under den anden færd, da han befandt sig om bord på Mir. Han var oppe i rummet under Sovjetunionens sammenbrud. Da han fløj op, var han sovjet-borger, og da han landede var han borger i Rusland. Han er blevet udnævnt til den sidste borger i Sovjetunionen.
Til dato (2007) er Krikaljov med sammenlagt 804 dage den person, der har opholdt sig længst i rummet.

## Familie
Krikaljov er gift med Elena Jurijevna Terekhina, født 1956, og sammen har de datteren Olga Sergejevna Krikaljova, født 20. februar 1990. Hans forældre er faderen Konstantin Sergejevitsj Krikaljov, født 1932, og moderen Nadezhda Ivanova Krikaljova (pigenavn: Prokofeva) født 1931.